# 21世纪社会主义

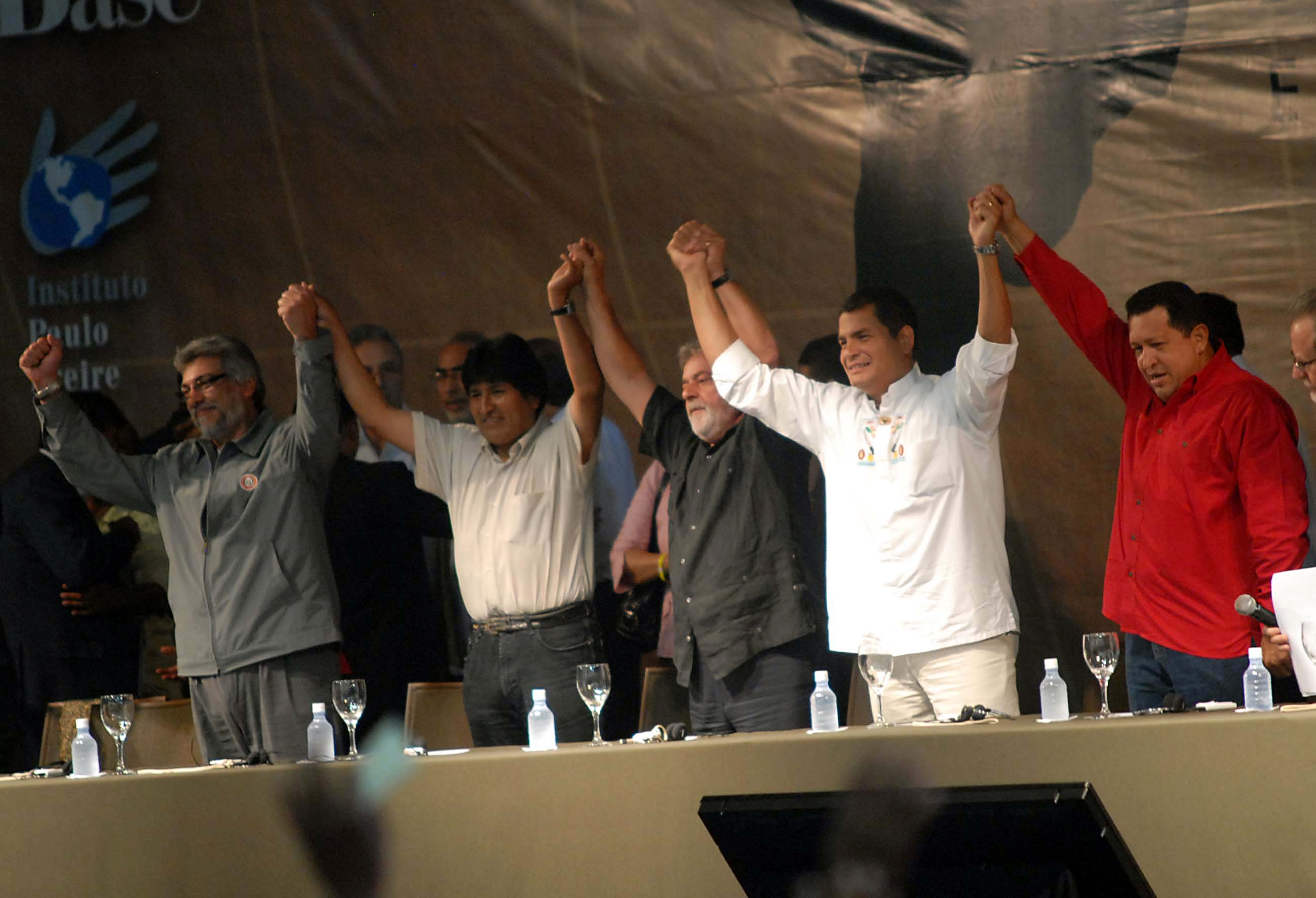
2009年1月29日，拉美多国左翼总统集会，从左到右分别是费尔南多·卢戈（巴拉圭总统）、埃沃·莫拉莱斯（玻利维亚总统）、卢拉·达席尔瓦（巴西总统）、拉斐尔·科雷亚（厄瓜多尔总统）和乌戈·查韦斯（委内瑞拉总统）

21世纪社会主义（英語：Socialism of the 21st century）是一个社会主义流派，最初由德国社会学家、政治分析家海因茨·迪特里希提出，后被许多拉丁美洲左翼领导人采纳。
迪特里希在1996年提出，以马克思列宁主义形式出现的“20世纪社会主义”未能解决人类的紧迫问题，例如贫困、饥饿、劳动力剥削、经济压迫、性别歧视、种族主义、对自然资源的破坏以及缺乏真正的参与式民主。“21世纪社会主义”具有民主社会主义的成分，但主要类似于马克思主义修正主义。
主张“21世纪社会主义”的领导人包括委内瑞拉的乌戈·查韦斯、阿根廷的内斯托·基什内尔、厄瓜多尔的拉斐尔·科雷亚、玻利维亚的埃沃·莫拉莱斯和巴西的路易斯·伊纳西奥·卢拉·达席尔瓦。由于拉丁美洲独特的历史条件，“21世纪社会主义”与其他国家以前对社会主义的实践有很大不同，主要表现在“21世纪社会主义”倾向于实行去中心化的参与型经济模式。

## 理论设想
迪特里希認為，21世纪社会主义是革命性的，因為現有社會将被改變為質的不同，但此過程本身應該是漸進的和非暴力的，而不是利用民主來確保權力、教育、關於社會的科學知識和國際合作。迪特里希建議，在後資本主義文明的新現實中，可構建四個基本製度：
1. 以馬克思經濟勞動價值論為基礎的等價經濟，由直接創造價值者民主決定，而不是市場經濟原則。
2. 多數民主利用公民投票來決定重要的社會問題。
3. 基本的國家民主，適當保護少數人的權利。
4. 負責任、理性和自決的公民。

## 批评

### 威权主义
批評者聲稱，拉丁美洲的21世紀社會主義是威權主義的幌子。像乌戈·查韦斯這樣的人物的魅力和像“國家、社會主義或死亡！”這樣的座右銘，令人想起過去的拉丁美洲“考迪罗”。哈佛大學史蒂文·列維茨基指出，“只有在過去的獨裁統治下...總統才能終生連任”，列維茨基進一步指出，雖然拉丁美洲經歷了民主，但公民反對“無限期連任”。列維茨基接著指出：“在尼加拉瓜、委內瑞拉和厄瓜多爾，連任與100年前的同樣問題有關”。《華盛頓郵報》還在2014年表示：“玻利維亞的埃沃·莫拉萊斯、尼加拉瓜的丹尼爾·奧爾特加和委內瑞拉已故總統烏戈·查韋斯...使用投票箱來削弱或取消任期限制”。
2015年，《經濟學人》表示，委內瑞拉的玻利瓦爾革命——在查韋斯於 2013 年去世後，現在在尼古拉斯·馬杜羅的領導下——正在從威權主義轉向獨裁：反對派政客因密謀破壞政府而入獄，暴力事件普遍存在，反對派媒體被關閉。

### 经济问题
21世紀社會主義政府的經濟改革的可持續性和穩定性受到質疑。拉丁美洲國家主要通過石油、天然氣和礦物等採掘出口為其社會計劃提供資金，這造成了一些經濟學家聲稱已導致通貨膨脹和增長放緩的依賴。委內瑞拉玻利瓦爾政府的經濟政策導致了委內瑞拉的短缺、高通貨膨脹率和功能失調的經濟。然而，烏戈·查韋斯政府和馬杜羅政府的經濟政策將委內瑞拉的經濟問題歸咎於油價下跌、美國實施的製裁和反對派的經濟破壞。
2015年，委內瑞拉的經濟表現不佳——貨幣已經崩潰，它的通貨膨脹率是世界上最高的，其GDP在2016年萎縮成經濟崩潰。2017年NACLA分析指出“查韋斯時代貧困和不平等的減少是真實的，但有些膚淺...結構性貧困和不平等，例如住房質量、社區、教育和就業，基本保持不變”。

### 民粹主义
儘管民主社會主義知識分子歡迎21世紀社會主義，但他們對拉丁美洲的例子持懷疑態度。雖然引用了一些進步观点，但他們仍認為這些政府的適當標籤是民粹主義而不是社會主義。同时，一些在“粉紅浪潮”中上台的左翼政府因從社會主義轉向威權主義和民粹主義而受到批評。

## 类型
- 查韦斯主义（玻利瓦尔主义）
- 卢拉主义
- 基什内尔主义
- 社群社会主义
- 美好生活社会主义